# (35977) Lexington
(35977) Lexington (1999 NA) – planetoida z pasa głównego asteroid okrążająca Słońce w ciągu 4,27 lat w średniej odległości 2,63 j.a. Odkryta 3 lipca 1999 roku.